# Хагнау ам Бодензе
Хагнау ам Бодензе (њем. Hagnau am Bodensee) општина је у њемачкој савезној држави Баден-Виртемберг. Једно је од 23 општинска средишта округа Бодензе. Према процјени из 2010. у општини је живјело 1.439 становника. Посједује регионалну шифру (AGS) 8435018.

## Географски и демографски подаци
Хагнау ам Бодензе се налази у савезној држави Баден-Виртемберг у округу Бодензе. Општина се налази на надморској висини од 393 метра. Површина општине износи 2,9 km². У самом мјесту је, према процјени из 2010. године, живјело 1.439 становника. Просјечна густина становништва износи 489 становника/km².

## Међународна сарадња
| Мјесто       | Држава     | Врста сарадње | Од    |
| ------------ | ---------- | ------------- | ----- |
|              | Швајцарска | контакт       | 2000. |
|              | Швајцарска | контакт       | 2000. |
| Сан Ђимињано | Италија    | партнерство   | 2002. |
|              | Француска  | партнерство   | 1991. |
| Извор        |            |               |       |